# Let Me Tell Ya 'bout Black Chicks
Let Me Tell Ya 'bout Black Chicks è un film pornografico del 1985 diretto da Gregory Dark e prodotto dai Dark Brothers (Gregory Dark & Walter Dark). Si tratta del seguito del film Let Me Tell Ya 'bout White Chicks (1984).
Il film è incentrato su quattro ragazze afroamericane (Cherry Layme, Lady Stephanie, Purple Passion e Sahara) che oziano in una stanza d'hotel. Le quattro donne sono vestite da cameriere e si raccontano a vicenda i rispettivi incontri sessuali avuti nell'albergo con uomini bianchi (e in un caso anche con una donna bianca). I loro gesti e i dialoghi sono stati criticati come stereotipi razziali dei più beceri, anche per i canoni dell'epoca.

## Controversie
Come molti altri film prodotti dai Dark Brothers, Let Me Tell Ya 'bout Black Chicks suscitò polemiche e controversie di vario genere. Una scena in particolare causò il ritiro del film dal mercato dell'home video negli Stati Uniti. Nella scena incriminata si vedono l'attrice afroamericana Sahara, e gli attori Steve Powers e Mark Wallice; i due uomini sono travestiti da membri del Ku Klux Klan. Quando i due incontrano Sahara cominciano a proferire insulti razzisti nei confronti della ragazza. Nonostante le offese ricevute, o forse proprio a causa di queste, Sahara si eccita e si dimostra entusiasta di copulare con loro in un rapporto che include fellatio e doppia penetrazione. In relazione al rapporto sessuale, la ragazza racconterà alle amiche che l'esperienza è stata "troppo bella".
Secondo lo sceneggiatore Antonio Passolini, l'intento del regista era quello di essere il più politicamente scorretto possibile. Passolini disse che inizialmente voleva mostrare Sahara "che si masturbava con una foto di Gesù", ma Gregory Dark cambiò la scena. Invece, i due "membri del Klan" trovano Sahara che si masturba mentre ascolta musica gospel, ponendo ancora di più l'accento sulla tematica razziale. A proposito della scena, Gregory Dark dichiarò: «Ho avuto questi ragazzi del Ku Klux Klan che montano quella ragazza nera come se fosse una cavalla. Quella scena mi ha reso davvero felice».